# 跗榔蛛
跗榔蛛（学名：Langona tartarica）为跳蛛科榔蛛属的动物。分布于俄罗斯以及中国大陆的西藏等地。该物种的模式产地在俄罗斯。